# Полски-Сеновец
Полски-Сеновец (болг. Полски Сеновец) — село в Болгарии. Находится в Великотырновской области, входит в общину Полски-Трымбеш. Население составляет 678 человек.

## История
Первые сообщения о создании Полски-Сеновец как болгарской деревне находятся XV века. Название села находится в архивах, как Осяновец, Сяновец.
Территория вокруг деревни Полски-Сеновец было несколько небольших деревень: Сърница,Глогата,Дунавлий и Суванджикьой. После частых вторжений Османской расчеты пришли вместе в регионе деревне Сяновец.
В июне 1887 поприветствовал Российская империя освободительная армия. Первый мэр из Полски-Сеновец Ташо Делимапинов (Банков) избран в
1887год от Консервативная Партия. В 1911 год создание почтово-телеграфных станции. С 1902 по 1926 в селе он расположен Болгарский Сельскохозяйственный банк затем переехал в Полски Трамбеш.потребительские кооперативы"Согласие" созданные в 1919год. Полски-Сеновец электрифицированных в 1945году.

## Население
| Год    | 1882  | 1893  | 1900  | 1920  | 1934  | 1946  | 1956  | 1965  | 1975  | 1984  | 1991  | 2001 | 2012 |
| ------ | ----- | ----- | ----- | ----- | ----- | ----- | ----- | ----- | ----- | ----- | ----- | ---- | ---- |
| жители | 2 101 | 2 274 | 2 378 | 2 817 | 3 012 | 2 990 | 2 922 | 2 730 | 2 231 | 2 270 | 1 602 | 870  | 580  |

## Политическая ситуация
В местном кметстве Полски-Сеновец, в состав которого входит Полски-Сеновец, должность кмета (старосты) исполняет Мариян Тонев по результатам выборов правления кметства.
Кмет (мэр) общины Полски-Трымбеш — Георги Александров Чакыров (независимый) по результатам выборов в правление общины.
Список мэров села
- Валентин Арнаудов (2001—2006)
- Йорданка Прашанова (БСП) (2006—2011)
- Мариян Тонев (ГЕРБ) (2011—?)

## Достопримечательности
- Православная церковь «Святой Теодор Стратилат» построена в 1837. Первый священник — Петр Маринов Даче (1793—1897).

- Начальная школа «Никола Йонков Вапцаров». Первая церковная школа построен в 1847. Первоначально школа размещалась в большом доме в центре села. Один из первых учителей Георги Тонков (родился в Полски-Сеновец). Строительство собственного здания школы началось 1880 и было закончено 1883. Здание имело четыре классные комнаты. В 1901 году пожар опустошил здание. Новое помещение начали строить в 1903 и закончили 1905. В 1977 году школа отпраздновала свою 120-летнюю годовщину и получила медаль «Кирилл и Методий» первой степени. Школа закрылась в 2006 году.

- Общественный центр «Надежда». Первый общественный центр построен в 1883.